# Tadeusz Rydzyk

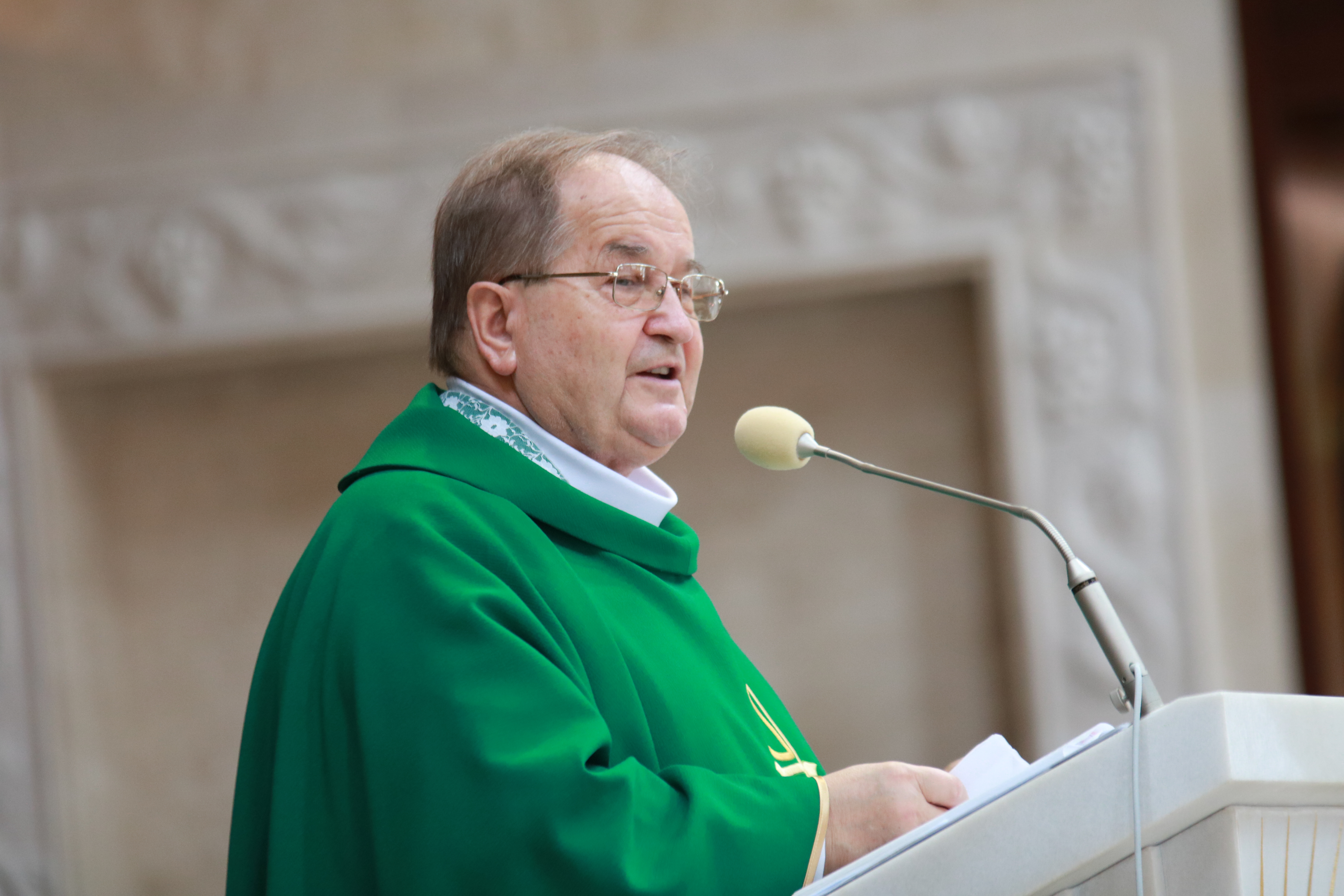
Tadeusz Rydzyk

Tadeusz Rydzyk (* 3. Mai 1945 in Olkusz) ist ein polnischer Ordenspriester der Redemptoristen und Medienunternehmer. Er ist Gründer und Leiter des national-katholischen Rundfunksenders Radio Maryja.

## Leben

### Frühe Jahre
Rydzyk studierte Theologie am Höheren Priesterseminar der Redemptoristen in Tuchów, es folgte ein Aufbaustudium an der Akademie für katholische Theologie (heutige Kardinal-Stefan-Wyszyński-Universität Warschau). 1971 legte er sein Ordensgelübde ab und wurde zum Priester geweiht. Anschließend arbeitete er als Katechet in Toruń, Szczecinek und Krakau. In Krakau war er auch als Studentenpfarrer tätig. Von 1986 bis 1991 lebte er in verschiedenen Klöstern in Deutschland. Er spricht seit dieser Zeit sehr gut deutsch.

### Radio Maryja
Nach seiner Rückkehr nach Polen gründete er 1991 den Rundfunksender Radio Maryja. Der große Erfolg bewog ihn in den folgenden Jahren zur Gründung weiterer Unternehmungen, u. a. der „Hochschule für Sozial- und Medienkultur“ (Wyższa Szkoła Kultury Społecznej i Medialnej) in Toruń, deren Rektor er ist, des katholischen Fernsehsenders TV Trwam und der Tageszeitung Nasz Dziennik.
Die von Rydzyk gegründeten Unternehmen befassen sich inhaltlich in erster Linie mit der Lehre der katholischen Kirche sowie gesellschaftspolitischen Themen. Offizielles Ziel ist dabei die Evangelisierung. Kritiker werfen ihm vor, er propagiere Nationalismus sowie katholischen Traditionalismus und stelle die Lehre der katholischen Kirche verzerrt dar. Auch aufgrund von antisemitischen Aussagen und politischer Meinungsmache steht er in der Kritik. Befürworter und Freunde Rydzyks schätzen ihn dagegen als charismatische Persönlichkeit, die gegen den moralischen Verfall sowie für katholische Werte kämpfe. Sein Einfluss auf die politische Szene und insbesondere das Lager des Konservatismus wurde als erheblich angesehen. Langjährig unterstützte er Lech Wałęsa; 2005 kam es zum Zerwürfnis. Seitdem herrscht eine Art Fehde.
Der Vatikan hat während des Pontifikats Johannes Pauls II. Distanz zu Rydzyk gehalten, der polnische Papst hat ihm keine Audienz gewährt. Die Kurie in Rom legte ihm vorübergehend ein Schweigegebot auf, als er seine Anhänger gegen den Beitritt Polens zur Europäischen Union mobilisieren wollte. Der Krakauer Erzbischof Stanisław Dziwisz, der frühere Privatsekretär Johannes Pauls II., stellte sich offen gegen Rydzyk, konnte sich mit dieser Linie aber nicht durchsetzen.
Im Präsidentschaftswahlkampf 2005 dürfte sein Plädoyer für Lech Kaczyński mit ausschlaggebend für dessen Wahlerfolg gewesen sein. Ursprünglich stand Rydzyk der Partei LPR nahe, unterstützte dann jedoch die Zwillingsbrüder Jarosław und Lech Kaczyński und deren Partei PiS, besonders im Wahlkampf zu den Parlamentswahlen 2007. Aufgrund seiner Positionen kam es zu Konflikten mit einigen polnischen Bischöfen, die in der Haltung zu Rydzyk und seinen Medienunternehmen jedoch keine einheitliche Linie vertreten. Darüber hinaus untersteht der Rundfunksender Radio Maryja nicht dem polnischen Episkopat, sondern der Warschauer Provinz des Redemptoristenordens. Zahlreiche Journalisten werfen ihm vor, dass auch bestimmte Fragen der Finanzierung seiner Medienunternehmen ungeklärt seien. Konkrete Beweise für Rechtsverstöße konnten bisher jedoch nicht erbracht werden.
Anfang Juli 2007 ließ Rydzyk durch eine verbale Entgleisung während einer Vorlesung an der „Hochschule für Sozial- und Medienkultur“ aufhorchen: Er nannte Präsident Kaczyński auf Aufnahmen, die dem Magazin Wprost zugespielt wurden, einen „Betrüger“, der sich einer angeblichen jüdischen Lobby füge und bezeichnete die liberale Gazeta Wyborcza als eine Zeitung, die die nach seiner Ansicht hinterhältige und falsche Mentalität des Talmud verkörpere. Die Präsidentengattin Maria Kaczyńska, die sich zuvor gegen eine weitere Verschärfung des rigiden polnischen Abtreibungsrechts ausgesprochen hatte, verunglimpfte er als „Hexe“, die sich als erste der Euthanasie zur Verfügung stellen solle. Diese Äußerungen wurden durch einen (von einem Studenten erstellten) Mitschnitt in der Öffentlichkeit bekannt und lösten massive Kontroversen aus.
Ende Juli 2007 wurde bekannt, dass Israel von der polnischen Regierung und der katholischen Kirche in Polen mit großem Nachdruck die Untersuchung erst jetzt bekannt gewordener Äußerungen Rydzyks aus dem Frühjahr 2007 fordert, in denen er Juden als habgierig bezeichnet und erklärt haben soll, der polnische Staatspräsident Lech Kaczyński sei den Juden unterwürfig und dienstbar. Der israelische Botschafter in Polen, David Peleg, nannte dies „einen der schlimmsten antisemitischen Ausfälle seit Jahrzehnten“. Am 10. Juli 2007 forderte das Simon Wiesenthal Zentrum von Papst Benedikt XVI., dass Rydzyk wegen seiner antisemitischen Äußerungen von seinen Funktionen entbunden wird. Wenig später kam es jedoch erstmals zu einer Begegnung Rydzyks mit Papst Benedikt XVI.
Aufsehen erregte eine weitere rassistische Aussage 2009, als er einen aus der westafrikanischen Republik Togo stammenden Franziskaner im Juli bei einer Pilgermesse in Tschenstochau mit den Worten begrüßte: „Ihr Lieben, jetzt noch ein Neger. Oh Gott, der hat sich gar nicht gewaschen.“ Die Bemerkung fiel vor mehr als 100.000 Gläubigen und wurde von Radio Maryja und Rydzyks Fernsehsender TV Trwam übertragen. Der togolesischstämmige Ordensmann besitzt die polnische Staatsbürgerschaft und lebt seit Jahrzehnten in Polen. Später stellte Rydzyk den Spruch als Scherz dar und entschuldigte sich dafür.
Eine weitere antisemitische Entgleisung hatte im Juni 2011 eine offizielle Beschwerde des polnischen Außenministeriums beim Heiligen Stuhl zur Folge. Rydzyk hatte Polen als „totalitären Staat“ bezeichnet und behauptet, es sei „seit 1939 nicht mehr von Polen regiert“ worden. Dies wurde weithin als Anspielung auf eine vermeintliche jüdische Verschwörung gedeutet.
2007 versuchte Rydzyk erfolglos, für seine „Hochschule für Gesellschafts- und Medienkultur“ in Toruń bei der Europäischen Union Fördergelder in Höhe von 15 Millionen Euro zu beantragen. Polens Ministerpräsident Donald Tusk (PO) kündigte 2011 an, Rydzyks „unverdiente Privilegien“ zu streichen.
Auf Initiative Rydzyks wurde ab 2012 in Toruń das Sanktuarium der Jungfrau Maria Stern der Neuevangelisierung und des Hl. Johannes Paul II. errichtet. Die Kirchweihe fand am 18. Mai 2016 unter seiner Anwesenheit und zahlreicher Ehrengäste (darunter der polnische Staatspräsident Andrzej Duda, die polnische Ministerpräsidentin Beata Szydło (PiS) sowie der Sejm-Abgeordnete und PiS-Parteivorsitzende Jarosław Kaczyński) statt. Rydzyks katholischer Fernsehsender TV Trwam übertrug das mehr als fünfstündige Ereignis live.

## Nachweise
1. ↑  Rolf Nikel: Feinde Fremde Freunde. Polen und die Deutschen. Langen Müller, München 2023, S. 150.
2. ↑  „Radio Maryja“ einflussreicher als der Ministerpräsident. Abgerufen am 21. Juli 2025.
3. ↑  Radio Maryja (Memento vom 5. Januar 2014 im Internet Archive)
4. ↑  Demonstration gegen EU-Reformvertrag abgeblasen. In: derStandard.at. 10. April 2008, abgerufen am 12. Dezember 2017.
5. ↑  Wyborcza.pl. Abgerufen am 19. Juli 2025.
6. ↑  Grupa Wirtualna Polska: Wałęsa: pozwę do sądu Rydzyka. 18. November 2005, abgerufen am 19. Juli 2025 (polnisch).
7. ↑  Süddeutsche Zeitung, 10. August 1998, S. 4.
8. ↑  Ein Volk bekennt sich zu Europa. Süddeutsche Zeitung, 10. Juni 2003, S. 8.
9. ↑  Regierungswechsel in Warschau – Die wichtigsten polnischen Politiker. Süddeutsche Zeitung online, 22. Oktober 2007
10. ↑  Polen: Radio-Maryja-Chef muss mit Sanktionen seines Ordens rechnen. 18. Juli 2007, abgerufen am 21. Juli 2025.
11. ↑  Marcin Dzierżanowski: O. Rydzyk o prezydentowej: czarownica, która powinna się poddać eutanazji. 8. Juli 2007, abgerufen am 17. November 2024 (polnisch).
12. ↑  Bettina Dorothee Mecke: „‚Im Apostolat der Medien‘ – Antisemitismus und Nationalismus des polnisch-katholischen Senders Radio Maryja.“ In: Richard Faber, Frank Unger (Hrsg.): Populismus in Geschichte und Gegenwart. Königshausen & Neumann, Würzburg 2008, S. 129
13. ↑  „Hetze eines Geistlichen: Israel verlangt von Polen Einschreiten gegen antisemitische Äußerungen“, Spiegel Online, 30. Juli 2007
14. ↑  „Wiesenthal Center Calls On Pope Benedict XVI To Dismiss Polish Priest For His Outrageous Antisemitic Remarks“. In: wiesenthal.com. Simon Wiesenthal Center, 9. Juli 2007, abgerufen am 26. November 2024.
15. ↑  Papst Benedikt schockiert Juden, in: Focus online, 9. August 2007
16. ↑  Radio-Maryja-Chef entschuldigt sich für Rassismus. Artikel auf derstandard.at vom 24. August 2009. Abgerufen am 10. Jänner 2014.
17. 1 2  Poland Complains to Vatican Over Priest's Anti-semitic Remarks - Haaretz. Archiviert vom Original am 24. September 2015; abgerufen am 21. Juli 2025.
18. ↑  „Streit um EU-Gelder für rechtsradikalen Pater“, Spiegel Online, 25. September 2007

| Personendaten    | Personendaten                                         |
| ---------------- | ----------------------------------------------------- |
| NAME             | Rydzyk, Tadeusz                                       |
| KURZBESCHREIBUNG | polnischer Redemptoristen-Pater und Medienunternehmer |
| GEBURTSDATUM     | 3. Mai 1945                                           |
| GEBURTSORT       | Olkusz                                                |